# Морга (Росія)
Мо́рга (рос. Морга, ерз. Морго) — село у складі Дубьонського району Мордовії, Росія. Адміністративний центр та єдиний населений пункт Моргинського сільського поселення.

## Населення
Населення — 513 осіб (2010; 601 у 2002).
Національний склад (станом на 2002 рік):
- мордва — 87 %